# We Call It A Sound
We Call It A Sound – polski zespół muzyczny, założony w roku 2007, działający w Wolsztynie i w Poznaniu, grający muzykę z pogranicza popu, rnb, rocka i muzyki elektronicznej. Styl muzyczny grupy charakteryzuje się dużą eklektycznością i różnorodnością nawiązań. Najczęściej określany jako avant-pop. Obecnie zespół składa się z trzech członków: Filipa i Karola Majerowskich odpowiadających za muzykę i teksty oraz Marka Orywała, basisty zespołu.
W 2011 r. Głos Wielkopolski uhonorował kolektyw Medalem Młodej Sztuki w kategorii muzyka popularna.

## Historia

### Początki (2007–2009)
Kamil Maj, Marek Orywał, Filip Majerowski i Karol Majerowski poznali się w latach młodzieńczych gdy w latach 2000–2003 uczęszczali do Szkoły Podstawowej nr 3 w Wolsztynie. W latach 2003–2006 Kamil i bracia Majerowscy chodzili razem do jednej klasy w Gimnazjum nr 1 w Wolsztynie. Z Markiem Orywałem koledzy ze starszej klasy bliżej zapoznali się pod koniec gimnazjum. Filip i Karol od trzynastego roku życia oprócz aktywnej pracy w Powiatowej Wolsztyńskiej Orkiestrze Dętej udzielali się również w wolsztyńskich zespołach rockowych o alternatywnej orientacji. W październiku 2007, będąc w drugiej klasie liceum, bracia powołali do życia bezimienny twór, w postaci zespołu nastawionego na eksperymenty z brzmieniem i jednocześnie piosenkowy charakter muzyki. Do projektu zaprosili Marka, który w tym czasie grywał na gitarze basowej w okolicznym składzie. Kamil do zespołu dołączył, zaproszony przez Karola i Filipa, ponieważ zgodnie z wizją zespołu, potrzebna była osoba potrafiąca grać na instrumentach klawiszowych. Od samego początku działalności zespół nie bał się wykorzystywać wszystkich dostępnych środków wyrazu poczynając od śpiewu, gitar, syntezatorów, komputerowo generowanych beatów, dzwonków chromatycznych, trąbki, puzonu, harmonijki, a na kalimbie i melodyce kończąc. Utwory powstawały w oparciu o wielogodzinne improwizacje wokół szkiców przynoszonych na próby przez Filipa i Karola. Po niespełna roku narodziła się nazwa We Call It a Sound, która była swoistym manifestem zespołu starającego się uciekać od stylistycznych szufladek. W roku 2008 kolektyw dysponował gotowym materiałem muzycznym, który prezentowany był na koncertach w Wolsztynie, Lesznie i Poznaniu. W roku 2009 zespół został laureatem ogólnopolskiego konkursu dla młodych twórców Coke Live Fresh Noise, którego główną nagrodą było sfinansowanie sesji nagraniowej oraz występ na Coke Live Music Festival 2009.

### Animated (2009–2011)
Latem 2009 roku, po zwycięstwie w konkursie Coke Live Fresh Noise, zespół zagrał koncerty w Łodzi, Wolsztynie, Lubiążu (w ramach Slot Art Festival) i Krakowie na festiwalu Coke Live Music Festival. Na miejsce swojej pierwszej sesji nagraniowej grupa wybrała studio Electric Eye w Szubinie, prowadzone przez braci Bartka i Jakuba Kapsów, znanych z zespołów Something Like Elvis i Contemporary Noise Sextet. Nagrania trwały cały wrzesień, a mastering nagrania popełnił Alan Douches z nowojorskiego studia West West Side, odpowiedzialnego za mastering płyt Animal Collective, Sufjana Stevensa czy Run DMC, twórców bardzo cenionych przez członków We Call It a Sound. Po zakończeniu sesji, bracia Majerowscy rozpoczęli studia w Poznaniu, a z zespołu odszedł Kamil Maj. Marek kontynuował naukę w wolsztyńskim liceum, co jednak nie stanowiło przeszkody dla dalszego funkcjonowania. Kolektyw rozpoczął poszukiwanie wydawcy i w grudniu 2009 roku nawiązał współpracę z wytwórnią Ampersand Records, podpisując umowę fonograficzną na wydanie dwóch płyt. 27 kwietnia 2010 roku miała miejsce premiera Animated na którą złożyło się 10 piosenek anglojęzycznych, reprezentujących trudny do zakwalifikowania styl muzyczny, jednak osadzonych w beatowych strukturach przywodzących na myśl skojarzenia z triphopem i post - rockiem. Jacek Skolimowski w Machinie porównywał twórczość zespołu do Sea and Cake, Lali Puny czy Piano Magic. Po wydaniu płyty grupa stała się obecna na polskiej alternatywnej scenie muzycznej, zbierając ciepłe recenzje i pojawiając się w prasie i stacjach radiowych. Po dołączeniu do koncertowego składu perkusisty Michała Hruświckiego, zespół zagrał koncerty w Warszawie, Szczecinie, Poznaniu, Wrocławiu i Sopocie oraz wystąpił na Open'er Festival w Gdyni na Tent Stage i w Katowicach na OFF Festivalu na scenie leśnej. Ważnym wydarzeniem dla zespołu był koncert w roli supportu, przed występem amerykańskiej grupy Yeasayer w warszawskim klubie Palladium w listopadzie 2010 roku. We Call It a Sound byli zespołem, który członkowie Yeasayer wybrali specjalnie na tę okoliczność. Na koniec roku zespół zorganizował koncert w swoim rodzinnym Wolsztynie, podsumowując tym samym intensywny rok. W grudniu Animated znalazło się w podsumowaniu najlepszych płyt roku 2010, w serwisie muzyka.wp.pl. W lutym 2011 roku zespół został uhonorowany Medalem Młodej Sztuki Głosu Wielkopolskiego w kategorii „muzyka popularna”. W międzyczasie zespół przygotowywał materiał na drugą płytę.

### Homes & Houses – Reworks & Remixes (2011–2013)
Pierwsze utwory z płyty Homes & Houses powstały już w wakacje 2010 roku i pierwszy raz zostały zaprezentowane na OFF Festiwalu w Katowicach. Wśród materiału z pierwszej płyty, na koncercie publiczność usłyszała piosenki Nightback i Impresja 3. Kolejne utwory takie jak Houses & Homes, Sun Antonio czy Summersault Injuries powstawały sukcesywnie i były prezentowane na kolejnych koncertach. Ostateczny kształt kompozycje nabrały podczas pobytu w rodzinnych stronach, latem 2011 roku. 10 – dniowa sesja nagraniowa miała miejsce ponownie w studiu Electric Eye w Szubinie. Premiera płyty przypadła na 23 kwietnia 2012 roku. W przypadku tego albumu, Filip i Karol pracowali bardziej indywidualnie. Mniej było interakcji między członkami grupy a więcej nacisku położono na złożoność struktur i różnorodność brzmieniową kompozycji. Płytę zdominowało syntezatorowe brzmienie i taneczne zacięcie piosenek. Pojawiły się liczne nawiązania do muzyki house, dubstep, techno, ale zespołowi udało się ponownie uciec od stylistycznego zakwalifikowania. Na portalu T-mobile Music o płycie powiedziano: „Album brzmi frapująco i na tyle odmiennie, że nie sposób pomylić We Call It A Sound z jakimkolwiek innym zespołem z naszej sceny”. Owocna okazała się również praca z perkusistą Michałem Hruświckim który miał wpływ na charakterystyczne brzmienie żywej perkusji w utworach Adriatix Harmonix i Houses & Homes. Zdecydował się jednak opuścić zespół po zakończeniu nagrań. Płyta spotkała się z pozytywnym odbiorem środowiska muzycznego. W ramach promocji płyty zespół zagrał koncerty w trzyosobowej konfiguracji w Warszawie, Poznaniu, Wrocławiu, Krośnie, Kaliszu, Wolsztynie, Siedlcu oraz na Selector Festival w Krakowie. Zarejestrowano również Koncert Zespołu w Radiowej Czwórce w ramach audycji Ministerstwo Dźwięku. W listopadzie 2012 zespół własnym sumptem wydał EP-kę, na której znalazły się remixy utworów z płyty Homes & Houses autorstwa zaprzyjaźnionych muzyków. Na płycie twórczo udzielili się An On Bast, Hailo, Disordered,Lemodien i Dextre.

## Członkowie
Obecni członkowie
- Filip Majerowski – śpiew, gitara, syntezatory, gitara basowa, beaty, puzon, glockenspiel, melodica
- Karol Majerowski – śpiew, syntezatory, beaty, trąbka, gitara, glockenspiel, kalimba

Byli członkowie
- Kamil Maj – syntezatory, gitara
- Michał Hruświcki – perkusja, glockenspiel, syntezatory, melodica
- Marek Orywał – gitara basowa

## Dyskografia

### Albumy studyjne
- Animated (2010)
- Homes & Houses (2012)
- Trójpole (2014)
- Hejnały (2017)

### EP
- Reworks & Remixes (2012)